# Alan Trigg
Alan Trigg (ukrainisch Алан Тригг; * 11. Mai 1959 in Leeds) ist ein englischer Snookerspieler. Er spielte von 1991 bis 1995 auf der Snooker Main Tour und ist seit dem Ende seiner Profizeit hauptsächlich als Trainer tätig. Von 2010 bis 2020 lebte er in der Oblast Kiew und trat bei internationalen Amateurmeisterschaften für die Ukraine an, deren nationaler Meister er dreimal wurde (2010, 2011, 2012). Seit 2021 lebt er in Island, wo er 2024 ebenfalls die nationale Meisterschaft gewinnen konnte.

## Spielerkarriere

### Anfänge
Zum Snooker kam Alan Trigg bereits als Kleinkind. Seine Mutter arbeitete in einem Snookerclub und nahm ihn regelmäßig dorthin mit. Nachdem er mit 2 Jahren einen Ein-Meter-Snookertisch bekommen hatte, begann er im Alter von 6 Jahren unter Anleitung seines Vaters, der zu dieser Zeit auf regionaler Ebene erfolgreich war, an einem Full-Size-Snookertisch zu trainieren. Sein erstes Century-Break spielte er, als er 13 Jahre alt war. Mit 15 Jahren gewann er erstmals ein größeres Amateurturnier. 1983 kam er in der Nordgruppe der englischen Amateurmeisterschaft unter die besten 16. In den folgenden beiden Spielzeiten versuchte er sich über die WPBSA Pro Ticket Series für die Main Tour zu qualifizieren, scheiterte jedoch recht deutlich. Nachdem er 1988 bei der englischen Meisterschaft das Viertelfinale der Nordgruppe erreicht hatte, gelang ihm in der Saison 1989/90 bei der Pro Ticket Series ein Finaleinzug, auf den eine Niederlage gegen Ken Doherty folgte. Bei den Professional Play-offs 1990 musste er sich in der ersten Runde Dave Harold geschlagen geben. Anfang 1991 erreichte er in der Nordgruppe der englischen Meisterschaft das Halbfinale und verlor mit 1:8 gegen den späteren englischen Meister Steve Judd.

### Profijahre
Zur Saison 1991/92 wurde die Main Tour für alle Spieler geöffnet. Beim ersten Ranglistenturnier der Spielzeit, dem Dubai Classic 1991, gelangen ihm Siege gegen Pat Horne, Steve Elliott und Steve Mifsud, bevor er in der vierten Qualifikationsrunde gegen Dave Finbow ausschied. Bei der Benson & Hedges Championship, einem Qualifikationsturnier für das Masters, kam er in die Runde der letzten 64 und unterlag Mark Johnston-Allen nur knapp mit 4:5. Bei der UK Championship 1991 gelang ihm sein bis dahin bestes Ergebnis bei einem Weltranglistenturnier. Nachdem er unter anderem Karl Payne und Pat Houlihan besiegt hatte, unterlag er in der Runde der letzten 128 Tony Wilson von der Isle of Man mit 5:6. Im weiteren Saisonverlauf erreichte er zweimal die vierte Qualifikationsrunde und kam bei den European Open 1992 ein weiteres Mal unter die besten 128. In der Qualifikation zur WM 1992 schied er hingegen in der ersten Runde gegen Sean Storey aus. Am Ende seiner ersten Tour-Saison belegte er in der Weltrangliste den 200. Platz.
Zu Beginn der Saison 1992/93 erreichte Trigg unter anderem durch einen Sieg gegen Kirk Stevens beim Dubai Classic die Runde der letzten 64, in der er gegen den früheren Weltmeister Dennis Taylor mit 4:5 unterlag. Es war sein bestes Ergebnis bei einem Weltranglistenturnier. Beim Grand Prix 1992 kam er unter die besten 128 und bei den Welsh Open 1993 unter die besten 96. Bei seinen fünf weiteren Teilnahmen an Ranglistenturnieren der Spielzeit musste er hingegen Auftaktniederlagen hinnehmen. Erst bei der WM-Qualifikation 1993 gelang ihm gegen Michael Judge wieder ein Sieg, mit dem er die siebte Qualifikationsrunde erreichte, in der er gegen Joe Grech ausschied. Mit Rang 152 erreichte er am Saisonende seine beste Weltranglistenplatzierung.
In seiner dritten Spielzeit auf der Tour gelang Trigg bei der UK Championship 1993 noch einmal der Einzug in die Runde der letzten 128, in der er Shokat Ali mit 1:5 unterlag. Bei einem schweren Arbeitsunfall Ende 1993 verlor er zwei Fingerkuppen seiner linken Hand. Er musste daher bei mehreren Turnieren seine Teilnahme absagen. Bis zum Saisonende war er nur bei den British Open 1994 dabei und verlor dort sein Auftaktspiel gegen Paddy Browne. In der Weltrangliste fiel er auf Platz 177 zurück. In der Saison 1994/95 gelangte er bei zwei Ranglistenturnieren in die Runde der letzten 128. Beim Grand Prix 1994 verlor er in dieser Runde mit 1:4 gegen Andrew Cairns und bei den British Open 1995 musste er sich dem Iren Michael Judge mit 4:5 geschlagen geben. In der Qualifikation zur Weltmeisterschaft 1995 schied er nach einem Auftaktsieg gegen Andrew Photiou in der dritten Runde mit 3:5 gegen Eddie Manning aus.

### Erfolge als Amateur
Nach dem Saisonende 1995 beendete Alan Trigg seine Profikarriere. Er konzentrierte sich fortan auf die Trainertätigkeit und spielte acht Jahre lang nicht mehr selbst Snooker. Ab 2004 nahm er wieder an internationalen Amateurmeisterschaften teil und gewann gleich die Senioreneuropameisterschaft. Im Finale hatte er den Waliser Ron Jones mit 6:4 besiegt. Bei der Seniorenweltmeisterschaft 2004 erreichte er das Viertelfinale, in dem er dem späteren Weltmeister Dene O’Kane mit 2:4 unterlag. 2005 schied er im Halbfinale der Senioren-EM gegen den späteren Europameister Michael Maguire aus und bei der Senioren-WM im Viertelfinale gegen Joe Delaney. Nachdem er 2006 im Viertelfinale gegen den späteren Europameister Jyri Virtanen verloren hatte, gewann Trigg 2008 zum zweiten Mal die Senioren-EM, diesmal durch einen 6:4-Sieg gegen den Nordiren Kieran McMahon.

#### In der Ukraine
2010 zog Trigg in die Ukraine in das Dorf Medwyn in der Oblast Kiew. Im November 2010 wurde er durch einen 4:0-Finalsieg gegen Serhij Petrasch erstmals ukrainischer Meister. In den beiden folgenden Jahren verteidigte er den Titel jeweils mit einem 4:0-Sieg im Finale gegen Petrasch. 2011 blieb er während des gesamten Turniers ohne Frameverlust. Im Juni 2011 erreichte Trigg, nun für die Ukraine antretend, zum dritten Mal das Endspiel der Senioren-EM, das er nun jedoch mit 4:6 gegen Steve Judd verlor. Wenige Monate später gewann er im Finale gegen den Weißrussen Arzjom Smahin die Perm Open und wurde Finalist bei den Russian Open. Mit einem 4:0-Endspielsieg gegen Serhij Issajenko gewann er im Oktober 2011 das Finalturnier des ukrainischen Pokals. 2012 erreichte er das Viertelfinale der Senioren-EM. Bei den Perm Open 2012, dem Finalturnier des russischen Pokals, gelang ihm im Endspiel gegen Barseg Petrosjan die Titelverteidigung. 2013 zog er bei der Senioreneuropameisterschaft zum vierten Mal ins Finale ein und verlor mit 3:6 gegen Darren Morgan. Ein Jahr später unterlag er im Viertelfinale dem Belgier Alain Vandersteen.
In der Saison 2015/16 nahm Trigg nach über 20 Jahren erstmals wieder an einem Main-Tour-Turnier teil. Bei der 6-Red World Championship 2015, einem Einladungsturnier in der Variante 6-Red-Snooker, schied er jedoch mit nur einem Sieg in der Vorrunde aus. Nach drei Jahren Pause nahm er 2018 wieder am ukrainischen Pokal teil und erreichte gleich beim ersten Turnier das Endspiel, das er mit 3:4 gegen Wladyslaw Wyschnewskyj verlor. Das Finalturnier gewann er dann nach Siegen gegen Nikolaj Zjaska, Julian Bojko, Wyschnewskyj, Anton Kasakow und Juri Semko. 2019 siegte er bei einigen Turnieren im Oblast Lwiw, sowie erstmals bei der ukrainischen Senioren-Meisterschaft. Außerdem erreichte er bei der Senioreneuropameisterschaft wieder das Endspiel, verlor allerdings erneut gegen Darren Morgan. Zuvor hatte er unter anderem den Malteser Tony Drago im Viertelfinale geschlagen. Wenige Monate später gewann er seinen zweiten nationalen Ü40-Titel. Im Februar 2020 nahm er zum letzten Mal an einem Turnier in der Ukraine Teil, bei der 6-Red-Meisterschaft musste er sich erst im Finale Julian Bojko geschlagen geben.

#### In Island
Seit 2021 lebt Trigg in Island und arbeitet dort als Nationaltrainer. Im März desselben Jahres begann er, an den nationalen Ranglistenturnieren teilzunehmen, wobei er neben dem Snooker auch bei Wettbewerben in den Poolbillard-Disziplinen 8-Ball, 9-Ball und 10-Ball antrat. 2022 konnte er erstmals eines dieser Turniere für sich entscheiden und trat im weiteren Verlauf des Jahres für Island bei internationalen Turnieren wie der Senioren-EM und Senioren-Team-EM an. In der Saison 2023/24 gewann er erneut mehrere isländische Ranglistenturniere und durfte in der Folge erstmals an den nationalen Meisterschaften teilnehmen. Zunächst gewann er im Januar 2024 die Meisterschaft in der Variante Snooker Shoot-Out, später folgten Siege im 9-Ball und Snooker. Dadurch gewann er nach drei ukrainischen Meistertiteln seinen vierten nationalen Snookertitel und wurde gleichzeitig zum ältesten Sieger in der Geschichte der isländischen Meisterschaft.

## Trainerkarriere
Bereits als Jugendlicher begann Alan Trigg andere Spieler zu trainieren. Später war er unter anderem Trainer von Paul Hunter und Kelly Fisher. Er ist weltweit als Trainer tätig.
Seit 1985 ist er auch in der Trainerausbildung aktiv. Zu den von ihm ausgebildeten Trainern gehörte unter anderem Steve Prest, der später Shaun Murphy trainierte. Trigg ist Senior Coach der Star Snooker Academy in Sheffield.

## Erfolge

### Finalteilnahmen
| Ausgang                | Jahr   | Turnier                         | Finalgegner         | Ergebnis |
| ---------------------- | ------ | ------------------------------- | ------------------- | -------- |
| Qualifikationsturniere |        |                                 |                     |          |
| Zweiter                | 1989/2 | WPBSA Pro Ticket Series         | Ken Doherty         | 3:5      |
| Amateurturniere        |        |                                 |                     |          |
| Sieger                 | 2004   | Senioren-Europameisterschaft    | Ron Jones           | 6:4      |
| Sieger                 | 2008   | Senioren-Europameisterschaft    | Kieran McMahon      | 6:4      |
| Sieger                 | 2010   | Ukrainische Meisterschaft       | Serhij Petrasch     | 4:0      |
| Zweiter                | 2011   | Senioren-Europameisterschaft    | Steve Judd          | 4:6      |
| Sieger                 | 2011   | Ukrainische Meisterschaft       | Serhij Petrasch     | 4:0      |
| Sieger                 | 2012   | Ukrainische Meisterschaft       | Serhij Petrasch     | 4:0      |
| Zweiter                | 2013   | Senioren-Europameisterschaft    | Darren Morgan       | 3:6      |
| Sieger                 | 2018   | Ukrainische Meisterschaft       | Witalij Jazenko     | 3:1      |
| Zweiter                | 2019   | Senioren-Europameisterschaft    | Darren Morgan       | 2:4      |
| Sieger                 | 2019   | Ukrainische Meisterschaft       | Oleksandr Kassjanow | 3:0      |
| Zweiter                | 2020   | Ukrainische 6-Red-Meisterschaft | Julian Bojko        | 2:5      |
| Sieger                 | 2024   | Isländische Meisterschaft       | Þorri Jensson       | 9:8      |

### Sonstige Siege
- Europäische Senioren-Team-Meisterschaft (mit Colin Mitchell): 2005, 2006
- Perm Open: 2011, 2012
- Ukrainischer Pokalsieger: 2011, 2018
- Isländische Shoot-Out-Meisterschaft: 2024
- Isländische 9-Ball-Meisterschaft: 2024